# Asma Jebri
Asma Jebri, née le 20 juillet 1968 à Siliana, est une femme politique tunisienne. Elle est ministre de la Famille, de la Femme, de l'Enfance et des Seniors depuis 2024.

## Biographie
En 1992, Asma Jebri obtient un diplôme d'ingénieur des travaux d'État de l'École supérieure d'agriculture de Mateur. En 1995, elle décroche un diplôme de CEA d'ingénieur spécialisé en nutrition de la faculté universitaire des sciences agronomiques de Gembloux, en Belgique. Elle est également titulaire de plusieurs certificats de formation en management, pilotage et suivi de projets, ainsi que de conception de programmes publics pour l'emploi.
De 1996 à 2003, elle travaille dans le secteur privé (recherche scientifique, développement et contrôle qualité). Entre 2004 et 2019, elle officie au ministère de la Formation professionnelle et de l'Emploi : elle s'y investit sur les sujets de partenariat et de coopération avec les organisations professionnelles et les organismes internationaux, ainsi que comme coordinatrice du Programme d'appui à la formation et à l'insertion professionnelle.
De 2019 à 2022, elle mène un projet lié à l'autonomisation économique et sociale et à l'éducation des adultes. Entre 2022 et sa nomination ministérielle, elle est membre du cabinet du ministre de la Formation professionnelle et de l'Emploi, chargée de la formation professionnelle ; elle y est également directrice générale du Partenariat avec l'environnement économique et social, dirigeant des programmes de coopération internationale.
Le 5 février 2025, elle est nommée ministre de la Famille, de la Femme, de l'Enfance et des Seniors, succédant à Amel Moussa Belhaj,.